# Bruno Misefari
Pour les articles homonymes, voir Misefari.
Bruno Misefari aussi connu sous le pseudonyme de Furio Sbarnemi (né Bruno Vincenzo Francesco Attilio Misefari le 17 janvier 1892 à Palizzi et mort le 12 juin 1936 à Rome) est un philosophe, poète et ingénieur anarchiste italien.

## Biographie
Bruno Misefari est le fils de Carmelo Misefari, couturier, et de Francesca Autelitano. Fils aîné, il a notamment pour frères l'homme politique, syndicaliste et historien communiste Enzo Misefari ainsi que le footballeur Ottavio Misefari et le chimiste Florindo Misefari.
Après avoir commencé par étudier dans la petite école de son village natal, Bruno Misefari part habiter avec son oncle à Reggio de Calabre à 11 ans. Déjà adolescent, il est influencé par les fréquentations socialistes et anarchistes de son oncle. Il participe ainsi activement à la fondation d'un Cercle de jeunes socialistes, nommé en l'honneur de A. Babel, un révolutionnaire allemand du XIXe siècle. Il collabore également au journal Il Lavoratore, organe littéraire de la Camera del lavoro de Reggio de Calabre, signant les articles qu'il écrit par un pseudonyme : Lo studente. Durant la même période, il écrit également quelques articles pour le journal Il Riscatto, périodique socialiste et anarchiste imprimé à Messine, ainsi que Il Libertario, imprimé à La Spezia et dirigé par Pasquale Binazzi. 
Le 5 mars 1912, à cause de ses prises de positions antimilitaristes et contre la Guerre italo-turque, il est arrêté et condamné à deux mois et demi de prison pour « incitation à la désobéissance publique ». C'est durant les deux années suivantes qu'il se convertit du socialisme à l'anarchisme sous l'influence de Giuseppe Berti, son professeur de physique à l'Institut technique Raffaele Piria.
À la fin de l'année 1912, il se transfère à Naples où, ayant déjà étudié la physique et les mathématiques au supérieur, il s'inscrit au Polytechnique pour y commencer des études d'ingénierie. Les deux motifs qui le poussent alors à cela sont le désir de son père, qu'il ne souhaite pas décevoir, et également le fait que, à la suite du séisme du 28 décembre 1908 à Messine qui a détruit une bonne partie des infrastructures du sud de l'Italie, le métier d'ingénieur est celui qui promet le plus de sécurité. Cependant, il continue aussi de son côté à étudier la politique, la littérature et la philosophie et il devient également une figure importante des milieux anarchistes de Naples, qui compte alors un peu plus d'une centaine d'adhérents.
En 1915, il refuse de participer aux cours obligatoires d'élèves officiers qui ont lieu à Bénévent et il est condamné à quatre mois de prison militaire. Il déserte une seconde fois le 28 septembre 1916 et trouve refuge dans la campagne autour de Bénévent, en se cachant chez un paysan. Revenu à Reggio de Calabre, il interrompt une manifestation favorable à l'interventionnisme militaire en prononçant un discours antimilitariste. Il est alors de nouveau arrêté et amené à la prison militaire d'Acireale et sept mois après il est transféré à Bénévent. Il réussit alors à s'évader grâce à la complicité d'un ami gardien de prison et fuit vers le nord. Il est toutefois arrêté peu avant la frontière avec la Suisse mais parvient à s'évader de nouveau en juin 1917.
Le 19 juin 1917, il traverse ainsi la frontière suisse où il est réceptionné par des gendarmes qui le conduisent d'abord à la prison de la ville suisse de Lugano. Des informations arrivent alors depuis l'Italie qui le désignent comme un homme politique évadé. Le délit d'opinion politique n'étant alors plus puni en Suisse, ce qui explique que de nombreux intellectuels italiens y aient fui à cette période, Bruno Misefari est libéré au bout de 15 jours et avec la possibilité de choisir son lieu de résidence. Il s'installe alors à Zurich, ville la plus peuplée de Suisse, où il sait qu'il pourra retrouver son ancien ami, calabrais comme lui et déserteur comme lui, l'homme politique et producteur cinématographique Francesco Misiano. À Zurich, il trouve hospitalité auprès de la famille Zanolli, dont il tombe amoureux de la fille, Pia Zanolli, qui deviendra sa compagne.
Durant son exil en Suisse, Misefari continue son activité politique et entretient notamment des contacts avec Luigi Bertoni, réfugié italien et une des figures majeures du mouvement libertaire en Suisse. Il collabore également pour le journal libertaire Le Réveil anarchiste. Il tient également de nombreuses conférences dans plusieurs villes suisses sous le pseudonyme de Furio Sbarnemi. À cette période, il fréquente la Coopérative socialiste Militaerstrasse 36 ainsi que la librairie internationaliste de Zwinglistrasse  et il rencontre notamment Angelica Balabanova, militante social-démocrate et communiste italo-ukrainienne.
Le 16 mai 1918, il est arrêté à tort pour un complot inventé de toutes pièces par la police locale. Il est condamné innocemment avec l'accusation d'avoir fomenté une révolte dans la ville et d'avoir « fabriqué des bombes dans un but révolutionnaire ». Avec lui furent également accusés d'autres activistes locaux de gauche dont Francesco Misiano, qui sera ensuite relâché car socialiste et non anarchiste. Il reste ainsi en prison pendant sept mois avant d'être expulsé de Suisse en juillet 1919. Grâce à un passeport régulier pour l'Allemagne, il se rend alors à Stuttgart. Dans cette ville, il entre en contact avec Clara Zetkin, présidente de l'Internationale socialiste des femmes. En octobre 1919 il peut enfin rentrer en Italie grâce à l'amnistie promulguée par le gouvernement Nitti I. En décembre 1919 il retourne ainsi à Naples avant de revenir à Reggio de Calabre.
À l'automne de l'année 1920 il s'installe à Tarente où il est nommé secrétaire de la Camera del lavoro. Entre la fin de 1920 et le débit de 1921, il a des contacts avec diverses personnalités anarchistes et subversives italiennes comme Errico Malatesta, Camillo Berneri, Armando Borghi et Giuseppe Di Vittorio. En 1921, il réalise également plusieurs campagnes dans le cadre de l'Affaire Sacco et Vanzetti. Il est aussi correspondant pour le journal Umanità Nova, fondé par Errico Malatesta, et pour L'Avvenire Anarchico de Pise.
En 1922, Bruno Misefari reprend ses études à Naples, avec quelques périodes à Reggio auprès de sa compagne Pia Zanolli (qu'il épouse en 1931). Le 18 août 1923, il obtient son diplôme en ingénierie auprès du Polytechnique de Naples. Il s'inscrit alors à la faculté de philosophie. Nonobstant l'arrivée du fascisme au pouvoir, Misefari crée le journal libertaire L'Amico del popolo, qui fut cependant supprimé par les autorités fascistes italiennes.
Expert en géologie après ses études d'ingénierie, il projette d'implanter l'industrie du verre en Calabre et ainsi, en 1926, il fonde à Villa San Giovanni la première verrerie de Calabre (la Société Verrière Calabraise). Durant ces années, il subit cependant des pressions de la part de l'État fasciste, on lui interdit ainsi de continuer à signer des projets et des contrats et il est envoyé en prison (il n'y restera cependant que 25 jours) pour la fausse accusation d'avoir « attenté au pouvoir de l'État, dans le but d'assassiner le roi et Mussolini ».
En 1931 il est de nouveau arrêté, cette fois-ci pour avoir tenu un discours anarchiste lors des funérailles d'un ami. Le 31 mars 1931, alors qu'il est en prison, il épouse sa compagne Pia Zanolli et, en juillet 1931, il est confiné sur le bagne de l'île de Ponza comme prisonnier. Durant cet exil forcé, il rencontre Domizio Torrigiani, arrêté comme lui et qui est à l'époque Grand-maître du Grand Orient d'Italie. Ce dernier initie alors Bruno Misefari à la franc-maçonnerie.
Au début de l'année 1933, il est amnistié et peut rentrer chez lui, mais sans le sou et sans travail. En novembre 1933 on lui diagnostique un cancer à la tête. Il vit alors avec sa femme Pia Zanolli entre Reggio de Calabre et Zurich. En 1935 il réussit à trouver le capital nécessaire pour ouvrir un établissement d'exploitation de silice à Davoli.
En 1936, son état de santé empire à cause de sa tumeur. Le 12 juin 1936, il perd connaissance et il est hospitalisé dans un état gravissime dans la clinique romaine du sénateur et médecin Giuseppe Bastianelli. Il ne parviendra cependant pas à survivre et s'éteindra le soir même, à Rome.

## La pensée de Misefari
Bruno Misefari était un anarchiste convaincu. Durant sa jeunesse, son fort antimilitarisme l'entraînera à déserter et à être arrêté à de multiples reprises. La guerre était pour lui une pure barbarie, guidée par des instincts de spéculations capitalistes.
Pour Misefari, être anarchiste signifie s'opposer à toute violence et proclamer l'inviolabilité de la vie humaine. Pour lui cela passait notamment par l'abolition de la propriété privée et la mise en commun, ou en tout cas à disposition entière de la société, des moyens de production et d'échange. C'est pour cela, selon lui, que tous les anarchistes sont au fond, aussi des socialistes, ce qui fait d'eux des socialistes, antiétatiques et révolutionnaires. Toutefois, il faut noter que pour Misefari, la lutte contre l'état doit rester pacifiste. Enfin, il s'oppose aussi à la religion qui serait alors un « facteur d'abrutissement pour l'humanité ».
De plus, Misefari est déjà à l'époque favorable à l'égalité des sexes, et cela dans un milieu pauvre et fortement réactionnaire et conservateur, bien avant les luttes des féministes qui ne parviendront réellement en Italie qu'au milieu du XXe siècle.
Enfin, en plus de ces textes politiques et philosophiques, Misefari a écrit de nombreux ouvrages de poésie.

## Œuvres complètes
- Bruno Misefari, Schiaffi e carezze (en français : Gifles et caresses), Morara, Rome, 1969.
- Bruno Misefari, Diario di un disertore (en français : Journal d'un déserteur), La Nuova Italia, Florence, 1973.

Ces deux volumes, réunissant toutes les œuvres de Bruno Misefari (dont certaines sous le pseudonyme de Furio Sbarnemi), furent publiés à titre posthume.

## Sources et références
Sources
- (it) Pia Zanolli, L'Anarchico di Calabria, Rome, La Nuova Italia, 1972.
- (it) Enzo Misefari, Bruno, biografia di un fratello, Milan, Zero in condotta, 1989.

Références